# الصوت والغضب
الصوت والغضب (بالإنجليزية: The Sound and the Fury)‏ هو درامي تاريخي أمريكي من إنتاج سنة 2014 واخراج جيمس فرانكو وبطولته مع سكوت هاز وآنا أورايلي. قصة الفيلم تتكلم عن عائلة كومبسون ذات الاصول الأفريقية وألذين يعيشون في عمق الجنوب الأمريكي ومعاناتهم في بداية القرن العشرين بسبب العنصرية.